# 瀑布沟水库
瀑布沟水库位于中国四川省雅安市汉源县和甘洛县，坝址位于大渡河与尼日河汇合口的上游1千米处，是以发电为主，兼有防洪、拦沙等功能的大（一）型水库。因库区主要位于汉源县境内，且水面最宽阔的地方在原汉源县城，故又称汉源湖。
瀑布沟水电站是大渡河干流梯级规划22个电站中的第17个梯级电站。
2009年11月1日，水库开始蓄水。随着水位升高，曾入选“2007年中国六大考古新发现”的汉源新石器时代遗址麦坪遗址沉入水下。
2004年10月，因移民问题酿成两万多人的群体性事件（中共中央称为"10.27不明真相的移民大规模聚集事件"），导致工程停工。